# باشگاه بسکتبال پرسپولیس
باشگاه بسکتبال پرسپولیس یک باشگاه بسکتبال ایرانی است که در تهران قرار دارد.

## پیشینه
در ماه مهٔ ۲۰۰۶، این تیم در سوپر لیگ بسکتبال ایران عملکرد ضعیفی داشت و تحت فشار مالی بود. تیم بسکتبال پرسپولیس در سال ۲۰۱۴ میلادی تیم بسکتبال با ویلچر که مخصوص معلولان یا جانبازان بود نیز اضافه کرد . 